# Kebun Handil
Kebun Handil is een bestuurslaag in het regentschap Jambi van de provincie Jambi, Indonesië. Kebun Handil telt 8674 inwoners (volkstelling 2010).